# Liste der Biografien/Dier
Liste der Biografien |
Portal Biografien |
Personensuche
# |
A |
B |
C |
D |
E |
F |
G |
H |
I |
J |
K |
L |
M |
N |
O |
P |
Q |
R |
S |
T |
U |
V |
W |
X |
Y |
Z |
?
 
Da |
Db |
Dc |
Dd |
De |
Dg |
Dh |
Di |
Dj |
Dk |
Dl |
Dm |
Dn |
Do |
Dq |
Dr |
Ds |
Du |
Dv |
Dw |
Dy |
Dz
 
Dia |
Dib |
Dic |
Did |
Die |
Dif |
Dig |
Dih |
Dij |
Dik |
Dil |
Dim |
Din |
Dio |
Dip |
Diq |
Dir |
Dis |
Dit |
Diu |
Div |
Diw |
Dix |
Diy |
Diz
 
Dieb |
Diec |
Died |
Dief |
Dieg |
Dieh |
Diek |
Diel |
Diem |
Dien |
Diep |
Dier |
Dies |
Diet |
Dieu |
Diev |
Diew |
Diez
Die Liste der Biografien führt alle Personen auf, die in der deutschsprachigen Wikipedia einen Artikel haben. Dieses ist eine Teilliste mit 152 Einträgen von Personen, deren Namen mit den Buchstaben „Dier“ beginnt.

## Dier
- Dier, Brett (* 1990), kanadischer SchauspielerBrett Dier (* 1990)

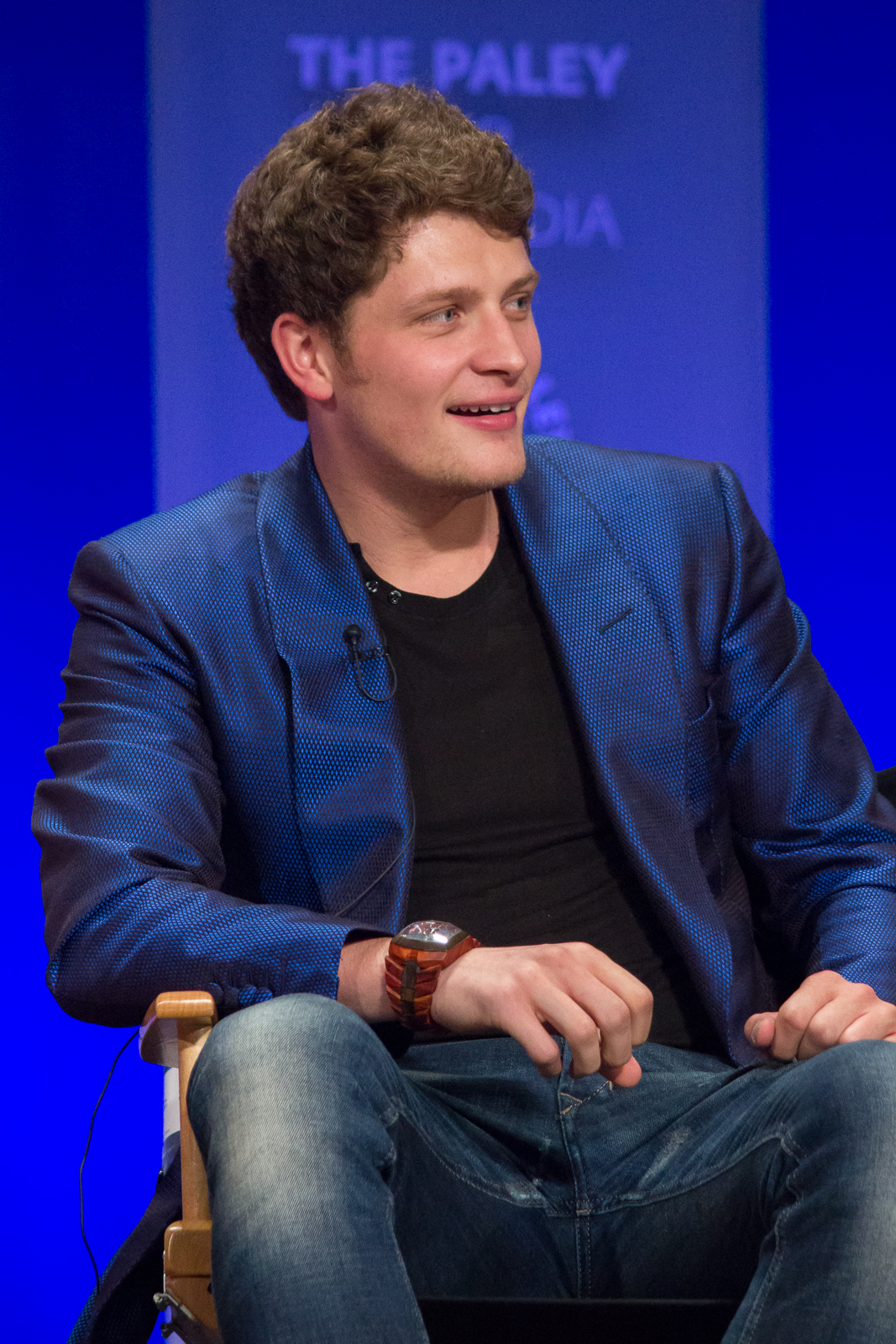
Brett Dier (* 1990)

- Dier, Dirk (* 1972), deutscher Tennisspieler
- Dier, Dominik (* 1989), österreichischer Nordischer Kombinierer
- Dier, Erhard Amadeus (1893–1969), österreichischer Maler und Grafiker
- Dier, Eric (* 1994), englischer Fußballspieler
- Dier, Gerhard (1949–2014), deutscher Fußballspieler
- Dier, Karl Joseph von († 1756), österreichischer Beamter und Ritter

### Diera
- Dierauer, Johannes (1842–1920), Schweizer Historiker
- Dierauer, Veronika (* 1973), Schweizer Bildhauerin

### Dierb
- Dierbach, Alexander (* 1979), deutscher Fernsehregisseur
- Dierbach, Johann Heinrich (1788–1845), deutscher Botaniker, Arzt und Pharmazeut

### Dierc
- Dierck, Roswitha (* 1947), deutsche Schauspielerin
- Diercke, Carl (1842–1913), deutscher Pädagoge und Kartograf
- Diercke, Paul (1874–1937), deutscher Kartograf
- Diercken, Roger (* 1939), belgischer Radrennfahrer
- Diercks, Carsten (1921–2009), deutscher Dokumentarfilmer
- Diercks, Grete (1890–1978), deutsche Schauspielerin
- Diercks, Gustav (1852–1934), deutscher Kulturhistoriker
- Diercks, Hans (1918–1981), deutscher Landwirt und Politiker (CDU), MdHB
- Diercks, Herbert (* 1953), deutscher Historiker und Archivar
- Diercks, John (1927–2020), US-amerikanischer Komponist und Pianist
- Diercks, Michel (* 1988), deutscher Schauspieler
- Diercks, Rolf (1915–2012), deutscher Agrarwissenschaftler
- Diercks, Willy (* 1945), deutscher Linguist, Germanist, Pädagoge, Autor, Übersetzer
- Diercks-Norden, Helga (1924–2011), deutsche Journalistin, Frauenrechtlerin und Politikerin (CDU), MdHB
- Diercksen, Geerd (* 1936), deutscher Theoretischer Chemiker, Pionier der Computerchemie
- Dierckx, Louis (* 1947), belgischer Radrennfahrer
- Dierckx, Octave (1882–1955), belgischer Politiker (Liberale Partij)
- Dierckx, Pierre Jacques (1855–1947), belgischer Genremaler, Aquarellist und Dekorateur
- Dierckx, Pieter (1871–1950), belgischer Maler
- Dierckx, Tuur (* 1995), belgischer Fußballspieler
- Dierckxsens, Ludo (1964–2025), belgischer Radsportler
- Diercxsens, Louis (1898–1992), belgischer Hockeyspieler

### Dierd
- Dierdorf, Dan (* 1949), US-amerikanischer American-Football-Spieler und Sportmoderator
- Dierdorf, Traude (1947–2021), österreichische Politikerin
- Dierdorff, Mick (* 1991), US-amerikanischer Snowboarder

### Diere
- Diere, Horst (1928–2023), deutscher Historiker und Geschichtsmethodiker
- Dieren, Bernard van (1887–1936), niederländischer Komponist und Musikschriftsteller
- Dieren, Jan (* 1991), deutscher Politiker (SPD), MdB
- Dierendonck, Bernard van (* 1964), niederländisch-schweizerischer Fotograf und Journalist
- Dierer, Nivard (1642–1715), Abt des Stiftes Schlierbach

### Dierg
- Diergaardt, Floris (* 1980), namibischer Fußballspieler
- Diergaardt, Johannes (1927–1998), namibischer Politiker
- Diergaardt, Petrus (1935–2006), namibischer evangelisch-lutherischer Theologe
- Diergaardt, Reggie (* 1957), namibischer Politiker
- Diergaardt, Theo (1970–2020), namibischer Politiker
- Diergardt, Friedrich von (1795–1869), deutscher IndustriellerFriedrich von Diergardt (1795–1869)

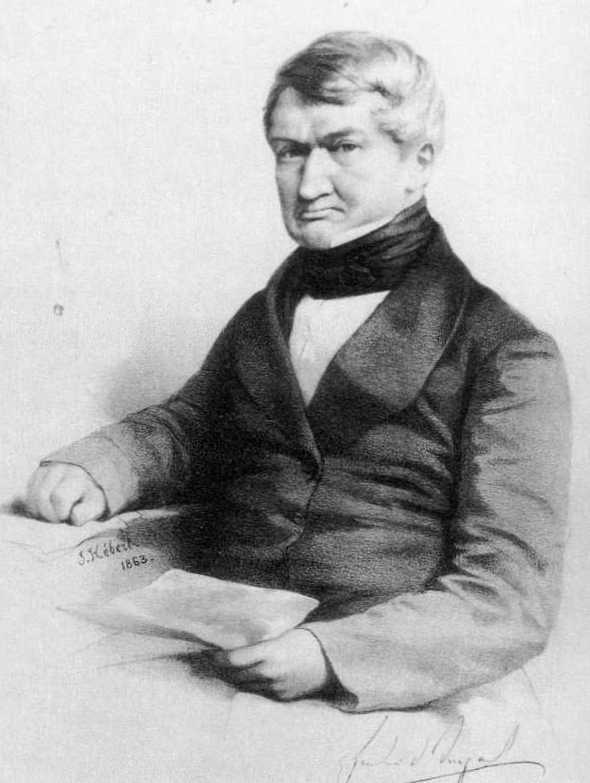
Friedrich von Diergardt (1795–1869)

- Diergardt, Johannes von (1859–1934), rheinischer Adeliger, Sammler völkerwanderungszeitlicher Kunst
- Diergardt, Volker (* 1958), deutscher Fußballspieler
- Diergarten, Götz (* 1972), deutscher Fotograf

### Dieri
- Dierich, Manfred Paul (* 1941), deutscher Mediziner und Hygieniker
- Dierich, Peter (* 1942), deutscher Mathematiker und Politiker (CDU), MdV, MdL
- Dierichs, Angelika (* 1943), deutsche Klassische Archäologin
- Dierichs, Otto (1900–1978), deutscher Regisseur und Schauspieler
- Dierichs, Paul (1901–1996), deutscher Zeitungsverleger und Kunstmäzen
- Dierichs, Stephan (* 1959), deutscher Schauspieler
- Dierichsweiler, Peter (1892–1966), deutscher Architekt
- Diericke, Christian Friedrich von (1709–1783), königlich preußischer Generalleutnant, Chef des Infanterie-Regiments Nr. 49 und Kommandant von Neisse
- Diericke, Friedrich Otto von (1743–1819), preußischer Generalleutnant, Königlicher Erzieher, Schriftsteller
- Diericke, Otto von (1780–1860), preußischer Generalleutnant
- Diericke, Ralf von (* 1961), deutscher Fußballspieler
- Dierickx, André (* 1947), belgischer Radrennfahrer
- Dierickx, Matijs (* 1991), belgischer Badmintonspieler
- Dierickx, Mike (* 1973), belgischer DJ und Produzent
- Dierig, Christian Gottfried (1923–2016), deutscher Textilunternehmer
- Dierig, Christian Gottlob (1781–1848), deutscher Unternehmer in der Textilindustrie, Gründer des Dierig-Konzerns
- Dierig, Friedrich (1845–1931), deutscher Unternehmer und Textilfabrikant
- Dierig, Gottfried (1889–1945), deutscher Unternehmer, Vorstand der Christian Dierig AG
- Dieringer, Albin (1889–1949), österreichischer Politiker (CS, VF, ÖVP), Bürgermeister von Villach
- Dieringer, Franz Xaver (1811–1876), deutscher katholischer Theologe
- Dieringer, Jürgen (* 1969), deutscher Politikwissenschaftler
- Dieringer-Granza, Elisabeth (* 1974), österreichische Politikerin (FPÖ), Landtagsabgeordnete in KärntenElisabeth Dieringer-Granza (* 1974)

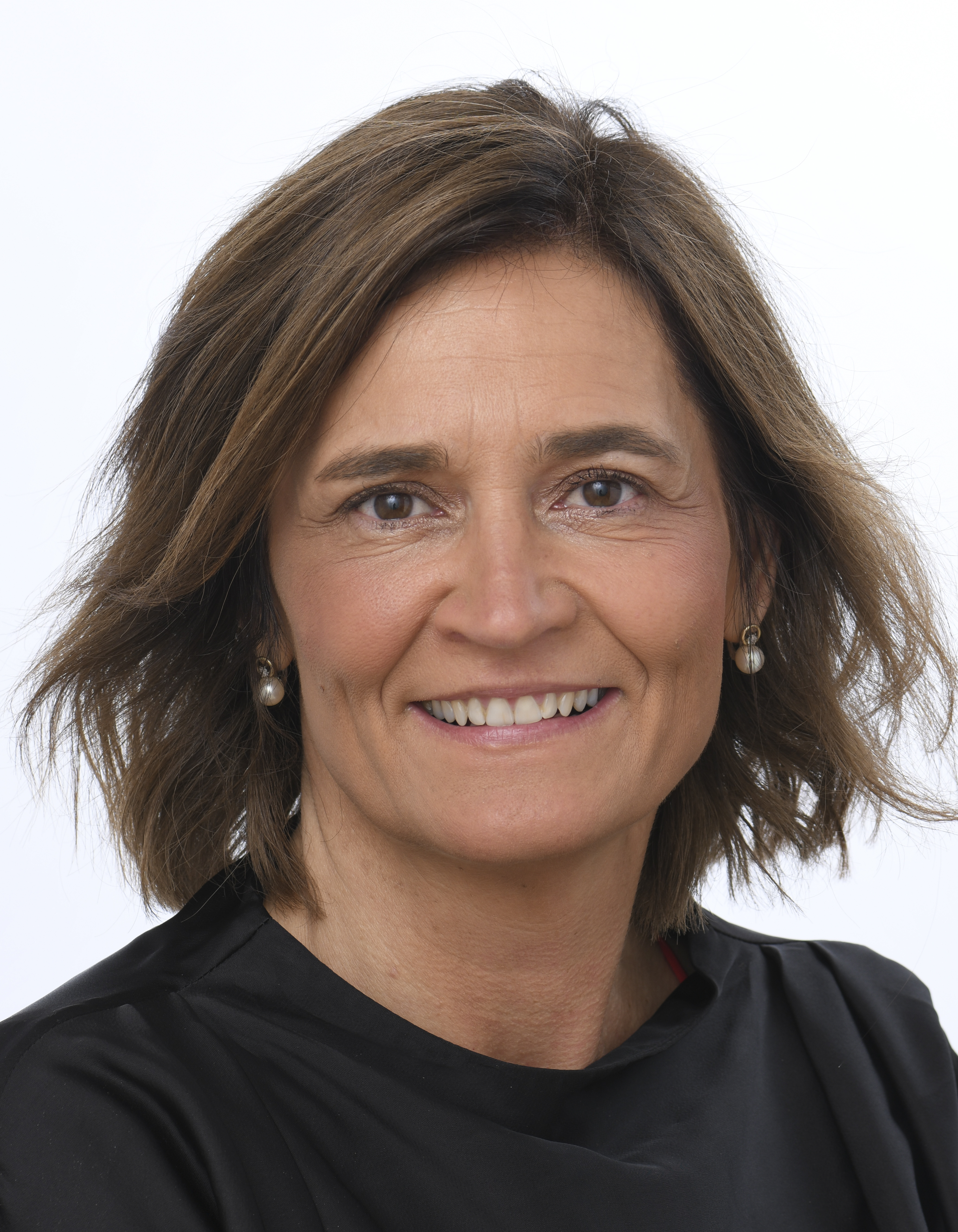
Elisabeth Dieringer-Granza (* 1974)

- Dieris-Wierichs, Petra (* 1959), deutsche Badmintonspielerin

### Dierk
- Dierken, Jörg (* 1959), deutscher evangelischer Theologe und Hochschullehrer
- Dierker, Heinrich (1885–1960), deutscher Politiker (SPD)
- Dierker, John, US-amerikanischer Jazz- und Improvisationsmusiker (Bassklarinette, Klarinette, Tenorsaxophon)
- Dierker, Wolfgang (* 1968), deutscher Historiker und Lobbyist
- Dierkes, Christina (* 1995), deutsche Fußballspielerin
- Dierkes, Esther (* 1990), deutsche Opern-, Konzert- und Liedsängerin (Sopran)Esther Dierkes (* 1990)

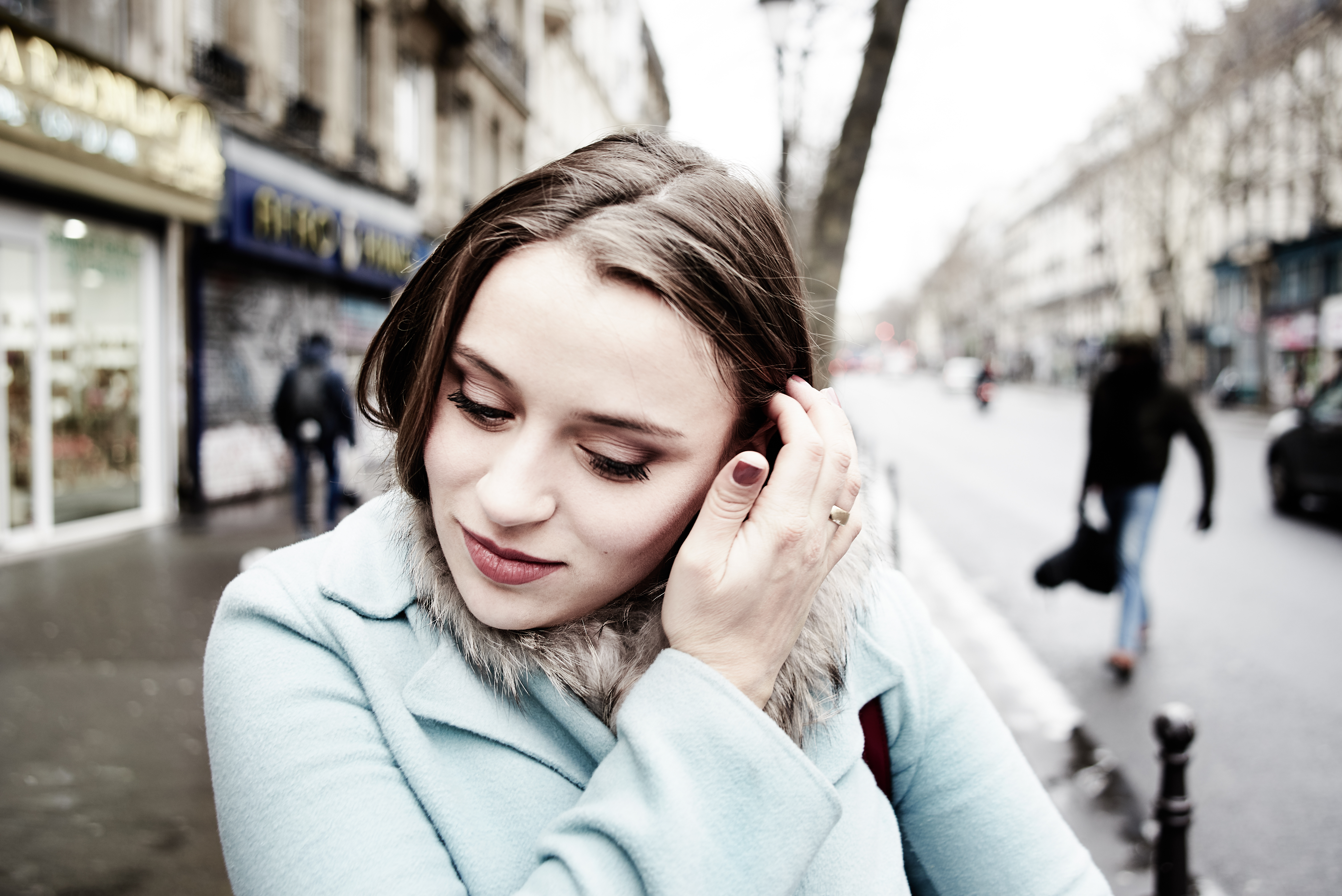
Esther Dierkes (* 1990)

- Dierkes, Grete (1882–1957), österreichische Sängerin der Stimmlage Sopran sowie Schauspielerin
- Dierkes, Johannes (1900–1970), deutscher Landrat
- Dierkes, John (1905–1975), US-amerikanischer Schauspieler
- Dierkes, Josef (1928–2014), deutscher Kommunalpolitiker (CDU)
- Dierkes, Josef (* 1939), deutscher Politiker (CDU), MdL
- Dierkes, Karl J. (1924–2008), deutscher Bildhauer und Philosoph
- Dierkes, Manfred (1966–2015), deutscher Jazzgitarrist (Fingerstyle)
- Dierkes, Meinolf (1941–2024), deutscher Soziologe
- Dierkes, Paul (1907–1968), deutscher Bildhauer und Grafiker
- Dierkes, Rene (* 1991), deutscher Politiker (AfD), MdL
- Dierkes, Sebastian, deutscher Tonmeister und Komponist
- Dierkes, Timo (* 1967), deutscher Schauspieler, Sänger, Diskjockey und Quizmaster
- Dierkes, Ulrich (* 1956), deutscher Mathematiker
- Dierkes, Ulrike M. (* 1957), deutsche Journalistin und freie Autorin
- Dierking, Jürgen (1946–2016), deutscher Autor, Übersetzer, Vorleser
- Dierkop, Charles (1936–2024), US-amerikanischer Schauspieler
- Dierks, Alexander (* 1987), deutscher Politiker (CDU), MdL
- Dierks, August (1899–1983), deutscher Syndikus und Hauptgeschäftsführer der Industrie- und Handelskammer Bremerhaven
- Dierks, Barry (1899–1960), US-amerikanischer Architekt
- Dierks, Christian (* 1960), deutscher Rechtsanwalt, Arzt und Autor
- Dierks, Clark (* 1941), US-amerikanischer Soldat und Politiker
- Dierks, Dieter (* 1943), deutscher Musiker, Tonmeister, Produzent, Verleger und StudiobetreiberDieter Dierks (* 1943)

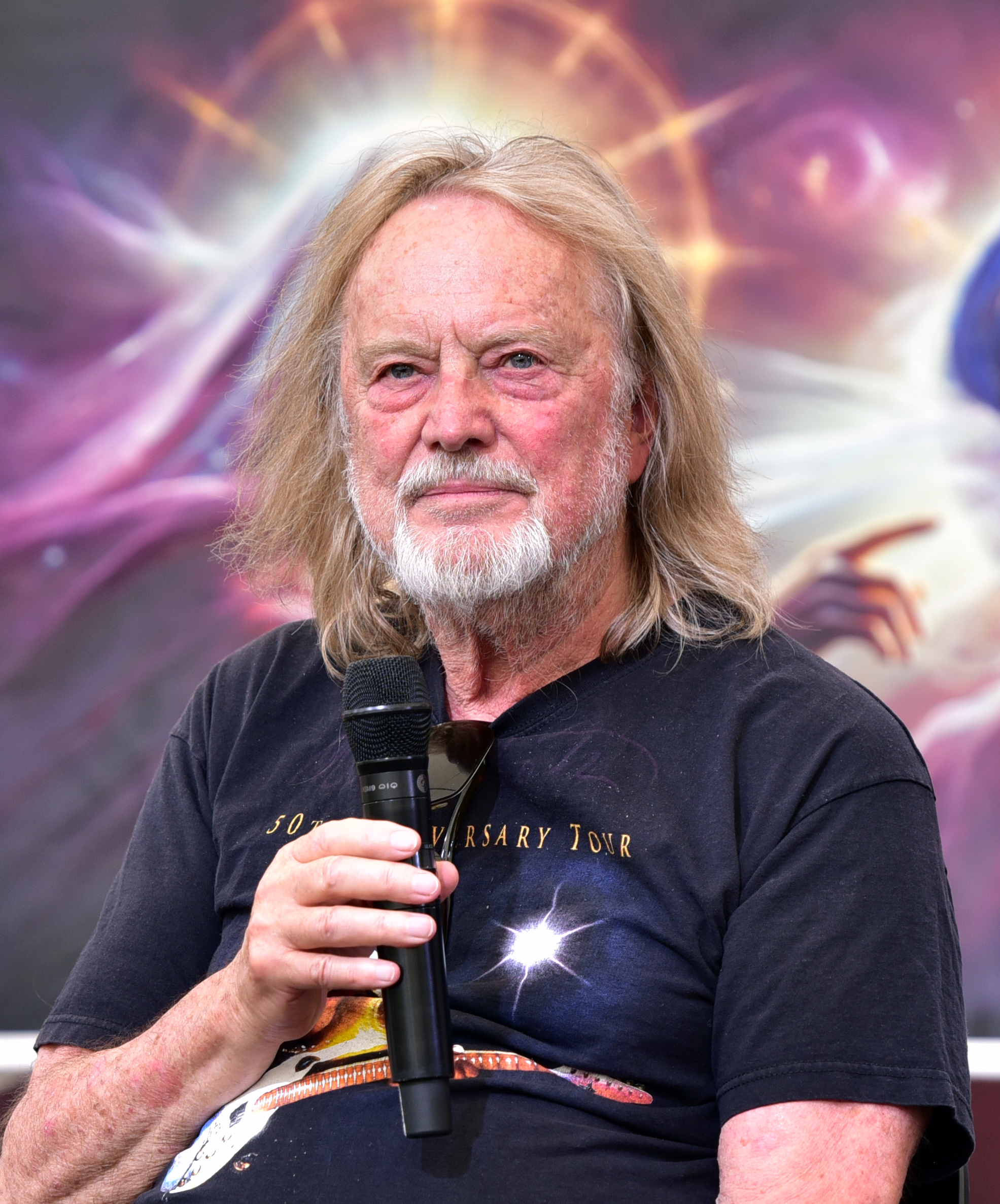
Dieter Dierks (* 1943)

- Dierks, Henning (* 1976), deutscher Politiker (SPD)
- Dierks, Klaus (1936–2005), deutsch-namibischer Verkehrsplaner und -ingenieur
- Dierks, Margarete (1914–2010), deutsche Journalistin und Literatin
- Dierks, Marie-Luise (* 1953), deutsche Gesundheitswissenschaftlerin und Hochschullehrerin
- Dierks, Martina (1953–2012), deutsche Schriftstellerin
- Dierks, Michael (* 1970), deutsch-britischer SchauspielerMichael Dierks (* 1970)

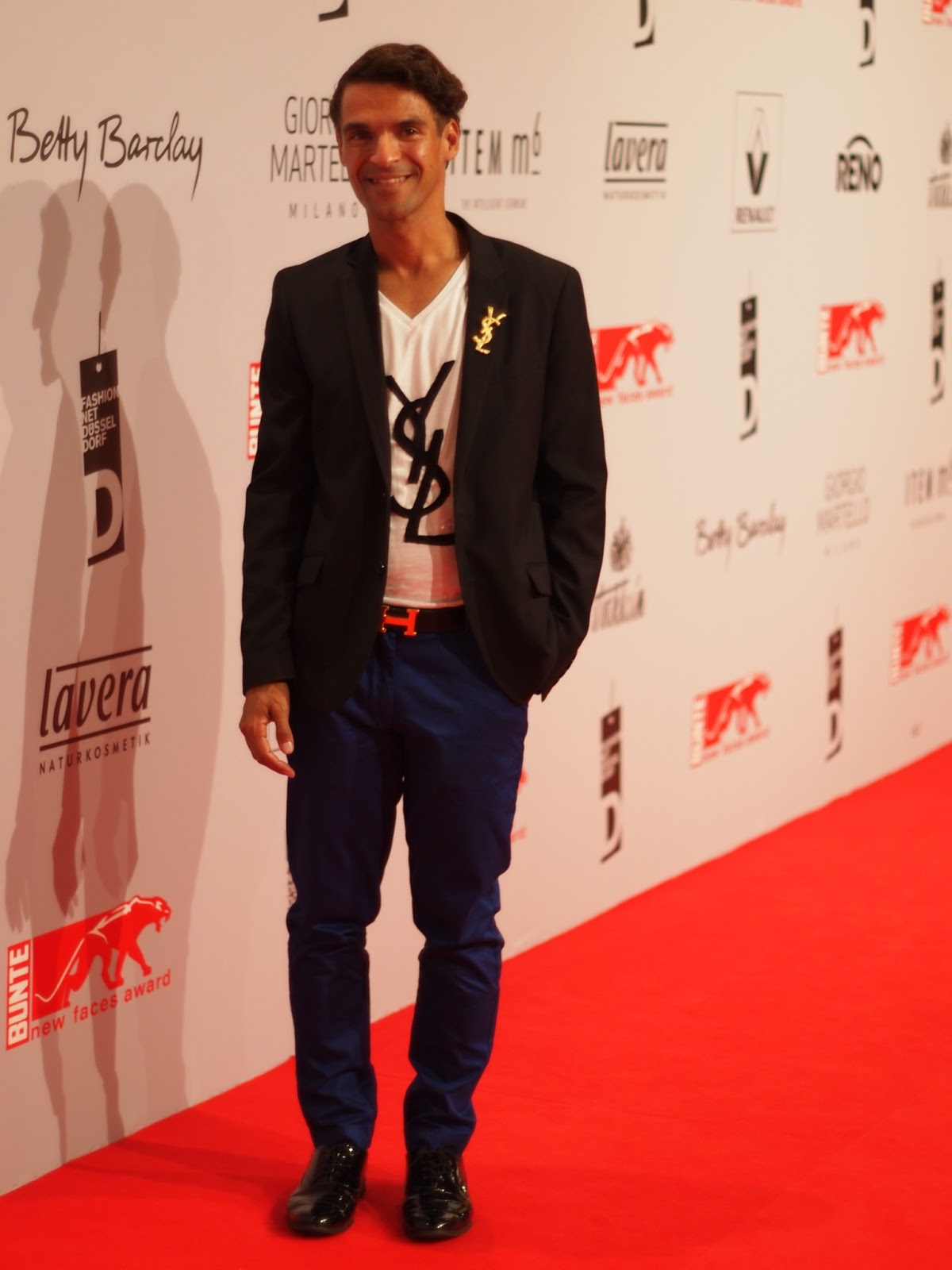
Michael Dierks (* 1970)

- Dierks, Uwe (* 1961), deutscher Filmproduzent und Unternehmer
- Dierks, Vanessa (* 2000), deutsche Handballspielerin
- Dierksmeier, Claus (* 1971), deutscher Philosoph
- Dierksmeier, Theodor (1908–1979), deutscher Architekt und Baubeamter

### Dierl
- Dierl, Franc (* 1970), deutscher Politiker (CSU) und Architekt, MdL Bayern
- Dierl, Wolfgang (1935–1996), deutscher Lepidopterologe
- Dierlamm, Elfriede (1903–1988), deutsche Parteifunktionärin der LDPD, Landtagsabgeordnete in Sachsen
- Dierling, Nicolaus († 1801), deutscher Schiffbaumeister

### Dierm
- Diermair, Andreas (* 1986), österreichischer Schachspieler
- Diermann, Anton (1889–1962), deutscher Polizeioffizier, zuletzt SS-Brigadeführer und Generalmajor der Polizei
- Diermann, Ramona (* 1969), lettische Volleyballspielerin
- Diermeier, Daniel (* 1965), deutscher Wissenschaftler
- Diermissen, Johannes (1823–1893), deutscher Autor und Volkskundler

### Diern
- Diernberger, Jörg (* 1964), deutscher Autor, Schauspieler und Journalist
- Diernhammer, Carlos (1931–2000), deutscher Jazz- und Unterhaltungsmusiker
- Diernreiter, Sebastian (1875–1956), deutscher Landwirt und Politiker (Zentrum, BVP), MdR

### Diero
- Dierolf, Klaus (* 1966), deutscher Jazzmusiker und Arrangeur
- Dierolf, Steffen (* 1976), deutscher Wasserballspieler
- Dierolf, Susanne (1942–2009), deutsche Mathematikerin

### Diers
- Diers, Bernhard (* 1959), deutscher Koch
- Diers, Heinrich (1894–1980), deutscher Autor niederdeutscher Sprache
- Diers, Ines (* 1963), deutsche Schwimmerin
- Diers, Karl-Dietrich (* 1953), deutscher Radsportler und Teilnehmer an den Olympischen Spielen 1976 in Montreal
- Diers, Knut (* 1959), deutscher Geograph, ehemaliger Journalist und Autor insbesondere von Reiseerzählungen und Reiseführern
- Diers, Lisbeth (* 1969), dänische Jazzmusikerin (Perkussion, Schlagzeug, Komposition)
- Diers, Marie (1867–1949), deutsche Schriftstellerin
- Diers, Michael (* 1950), deutscher Kunsthistoriker und Hochschullehrer
- Diers, Wilhelm (1902–1950), deutscher Politiker (SPD), MdBB
- Diersch, Frank (* 1965), deutscher Zeichner und Maler
- Diersch, Margareta (1889–1921), deutsche Schriftstellerin
- Diersche, Max (1872–1944), deutscher Lehrer
- Dierschke, Hartmut (1937–2022), deutscher Vegetationskundler, Hochschullehrer
- Dierschke, Werner (1906–1983), deutscher Architekt, Stadtplaner, Baubeamter und Hochschullehrer
- Dierschke, Wilhelmine (1838–1909), deutsche Schriftstellerin
- Diersen, Inge (1927–1993), deutsche Literaturwissenschaftlerin und Hochschullehrerin in der Deutschen Demokratischen Republik (DDR)
- Dierske, Winfried (1934–2006), deutscher Maler
- Dierßen, Bernd (* 1959), deutscher Fußballspieler
- Dierssen, Gerhard (1925–2008), deutscher Fotojournalist und Autor
- Dierßen, Klaus (* 1949), deutscher Künstler, Kunst- und Kulturpädagoge, Hochschullehrer und Autor
- Dierßen, Tim (* 1996), deutscher Fußballspieler
- Dierstein, Christian (* 1965), deutscher Schlagzeuger und Kammermusiker
- Dierstein, Rüdiger (1930–2010), deutscher Mathematiker und Informatiker

### Dierx
- Dierx, Léon (1838–1912), französischer Schriftsteller

### Dierz
- Dierzer von Traunthal, Emil (1844–1904), österreichischer Unternehmer und Politiker, Landtagsabgeordneter
- Dierzer von Traunthal, Josef (1800–1857), österreichischer Unternehmer und Politiker